# Erster Matabelekrieg
Der Erste Matabelekrieg zwischen 1893 und 1894 beschreibt einerseits die bewaffneten Auseinandersetzungen zwischen dem Volk der Shona und den Ndebele sowie den kolonialen Krieg des britischen Imperiums gegen das Matabele-Königreich im heutigen Simbabwe.

## Hintergrund
Königin Victoria unterzeichnete 1889 einen Vertrag, der es der British South Africa Company erlauben sollte, das Gebiet zwischen den Flüssen Limpopo und Sambesi zu erobern und unter koloniale Verwaltung zu stellen. Daraufhin entsandte Cecil Rhodes Truppen der Pioneer Column und der British South Africa Company Police in das entsprechende Gebiet, das damals Teil des Königreichs der Matabele war. Im Gebiet der Mashona gründete Rhodes daraufhin das Fort Salisbury (heute Harare).

## Verlauf
In 1893 kam es zu gewalttätigen Auseinandersetzungen zwischen den (Ma-)Shona und Kriegern des Matabele-Königreichs, nachdem Erstere größere Viehherden gestohlen hatten. Auf ihrer Flucht versuchten die Mashona Schutz im britischen Fort Victoria zu finden, wurden jedoch beim Versuch von den Truppen des Königs Lobengula gestellt. Vor den Augen der britischen Siedler wurden mehr als 400 Mashona getötet. Cecil Rhodes nutzte den bewaffneten Konflikt zwischen den verfeindeten Völkern, um dem Matabele-Königreich den Krieg zu erklären und sich auf die Seite der Shona zu stellen. Unter Führung des Feldherrn Leander Starr Jameson stellten die Briten eine militärische Einheit zusammen und zogen im Oktober 1893 in Richtung der Hauptstadt der Matabele, Bulawayo.

### Schlacht am Shangani
Am 25. Oktober 1893 überquerten die britischen Truppen den Fluss Shangani und schlugen ihr Lager auf. Daraufhin griffen ungefähr 6000 Krieger der Ndebele an. Diese mussten sich jedoch nach schweren Verlusten wieder zurückziehen.

### Schlacht bei Bembesi
Nahe Bembesi kam es zum zweiten Aufeinandertreffen der militärischen Kontrahenten. Mit einem Frontalangriff attackierten mehrere tausend Soldaten des Matabele-Königreichs die britischen Kolonialtruppen. Zahlenmäßig waren diese zwar weit unterlegen, konnten die Schlacht dennoch für sich entscheiden. Unter anderem aufgrund des ersten Einsatzes der Maxim-Gun, des ersten selbstladenen Maschinengewehrs seiner Art. Nach der militärischen Niederlage floh König Lobengula, nachdem er die Hauptstadt seines Königreiches Bulawayo niedergebrannt hatte.